# Oday Kharoub
Oday Ali Abdulrahim Kharoub (in arabo عدي عدلي عبدالرحيم خرّوب‎?; Qalqilya, 5 febbraio 1993) è un calciatore palestinese, centrocampista dell'Al-Ahly Tripoli e della nazionale palestinese.

## Carriera

### Club
Ha giocato nella prima divisione libica.

### Nazionale
Ha giocato nella nazionale palestinese Under-23.
Ha debuttato in nazionale maggiore il 6 giugno 2017, nell'amichevole Bahrein-Palestina (0-2). Ha partecipato, con la selezione palestinese, alla Coppa araba FIFA 2021 e alla Coppa d'Asia 2023. È sceso in campo, inoltre, nelle qualificazioni ai Mondiali 2022 e 2026, oltre che nelle qualificazioni alla Coppa d'Asia 2023.

## Statistiche

### Cronologia presenze e reti in nazionale
Statistiche aggiornate al 26 dicembre 2024.

| Cronologia completa delle presenze e delle reti in nazionale ― Palestina | Cronologia completa delle presenze e delle reti in nazionale ― Palestina | Cronologia completa delle presenze e delle reti in nazionale ― Palestina | Cronologia completa delle presenze e delle reti in nazionale ― Palestina | Cronologia completa delle presenze e delle reti in nazionale ― Palestina | Cronologia completa delle presenze e delle reti in nazionale ― Palestina | Cronologia completa delle presenze e delle reti in nazionale ― Palestina | Cronologia completa delle presenze e delle reti in nazionale ― Palestina |
| Data                                                                     | Città                                                                    | In casa                                                                  | Risultato                                                                | Ospiti                                                                   | Competizione                                                             | Reti                                                                     | Note                                                                     |
| ------------------------------------------------------------------------ | ------------------------------------------------------------------------ | ------------------------------------------------------------------------ | ------------------------------------------------------------------------ | ------------------------------------------------------------------------ | ------------------------------------------------------------------------ | ------------------------------------------------------------------------ | ------------------------------------------------------------------------ |
| 6-6-2017                                                                 | Riffa                                                                    | Bahrein                                                                  | 0 – 2                                                                    | Palestina                                                                | Amichevole                                                               | -                                                                        |                                                                          |
| 8-5-2018                                                                 | Basra                                                                    | Iraq                                                                     | 0 – 0                                                                    | Palestina                                                                | Amichevole                                                               | -                                                                        | 5’ 70’                                                                   |
| 11-5-2018                                                                | Kuwait City                                                              | Kuwait                                                                   | 2 – 0                                                                    | Palestina                                                                | Amichevole                                                               | -                                                                        | 67’                                                                      |
| 4-8-2018                                                                 | Al-Ram                                                                   | Palestina                                                                | 0 – 3                                                                    | Iraq                                                                     | Amichevole                                                               | -                                                                        | 56’                                                                      |
| 15-1-2020                                                                | Dhaka                                                                    | Bangladesh                                                               | 0 – 2                                                                    | Palestina                                                                | Amichevole                                                               | -                                                                        |                                                                          |
| 22-1-2020                                                                | Dhaka                                                                    | Palestina                                                                | 1 – 0                                                                    | Seychelles                                                               | Amichevole                                                               | -                                                                        |                                                                          |
| 25-1-2020                                                                | Dhaka                                                                    | Palestina                                                                | 3 – 1                                                                    | Burundi                                                                  | Amichevole                                                               | -                                                                        |                                                                          |
| 18-1-2021                                                                | Kuwait City                                                              | Kuwait                                                                   | 0 – 1                                                                    | Palestina                                                                | Amichevole                                                               | -                                                                        |                                                                          |
| 30-3-2021                                                                | Riyad                                                                    | Arabia Saudita                                                           | 5 – 0                                                                    | Palestina                                                                | Qual. Mondiali 2022                                                      | -                                                                        | 61’                                                                      |
| 3-6-2021                                                                 | Riyad                                                                    | Palestina                                                                | 4 – 0                                                                    | Singapore                                                                | Qual. Mondiali 2022                                                      | -                                                                        | 80’                                                                      |
| 15-6-2021                                                                | Riyad                                                                    | Palestina                                                                | 3 – 0                                                                    | Yemen                                                                    | Qual. Mondiali 2022                                                      | -                                                                        | 78’                                                                      |
| 2-9-2021                                                                 | Bishkek                                                                  | Kirghizistan                                                             | 1 – 0                                                                    | Palestina                                                                | Amichevole                                                               | -                                                                        | 77’                                                                      |
| 5-9-2021                                                                 | Bishkek                                                                  | Palestina                                                                | 2 – 0                                                                    | Bangladesh                                                               | Amichevole                                                               | -                                                                        | 65’                                                                      |
| 1-12-2021                                                                | Al Wakrah                                                                | Marocco                                                                  | 4 – 0                                                                    | Palestina                                                                | Coppa araba FIFA 2021 - Gironi                                           | -                                                                        | 89’                                                                      |
| 4-12-2021                                                                | Al Rayyan                                                                | Palestina                                                                | 1 – 1                                                                    | Arabia Saudita                                                           | Coppa araba FIFA 2021 - Gironi                                           | -                                                                        | 46’ 66’                                                                  |
| 7-12-2021                                                                | Doha                                                                     | Giordania                                                                | 5 – 1                                                                    | Palestina                                                                | Coppa araba FIFA 2021 - Gironi                                           | -                                                                        |                                                                          |
| 11-6-2022                                                                | Ulan Bator                                                               | Yemen                                                                    | 0 – 5                                                                    | Palestina                                                                | Qual. Coppa d'Asia 2023                                                  | -                                                                        | 54’                                                                      |
| 14-6-2022                                                                | Ulan Bator                                                               | Palestina                                                                | 4 – 0                                                                    | Filippine                                                                | Qual. Coppa d'Asia 2023                                                  | -                                                                        | 69’                                                                      |
| 25-3-2023                                                                | Arad                                                                     | Bahrein                                                                  | 1 – 2                                                                    | Palestina                                                                | Amichevole                                                               | -                                                                        | 81’                                                                      |
| 20-6-2023                                                                | Dalian                                                                   | Cina                                                                     | 2 – 0                                                                    | Palestina                                                                | Amichevole                                                               | -                                                                        | 70’                                                                      |
| 6-9-2023                                                                 | Mascate                                                                  | Oman                                                                     | 2 – 1                                                                    | Palestina                                                                | Amichevole                                                               | -                                                                        | 75’                                                                      |
| 11-9-2023                                                                | Nam Dinh                                                                 | Vietnam                                                                  | 2 – 0                                                                    | Palestina                                                                | Amichevole                                                               | -                                                                        | 75’                                                                      |
| 21-11-2023                                                               | Kuwait City                                                              | Palestina                                                                | 0 – 1                                                                    | Australia                                                                | Qual. Mondiali 2026                                                      | -                                                                        | 72’                                                                      |
| 7-1-2024                                                                 | Doha                                                                     | Palestina                                                                | 0 – 1                                                                    | Uzbekistan                                                               | Amichevole                                                               | -                                                                        | 46’                                                                      |
| 9-1-2024                                                                 | Al Wakrah                                                                | Arabia Saudita                                                           | 0 – 0                                                                    | Palestina                                                                | Amichevole                                                               | -                                                                        | 46’                                                                      |
| 14-1-2024                                                                | Al Rayyan                                                                | Iran                                                                     | 4 – 1                                                                    | Palestina                                                                | Coppa d'Asia 2023 - Gironi                                               | -                                                                        |                                                                          |
| 18-1-2024                                                                | Al Wakrah                                                                | Palestina                                                                | 1 – 1                                                                    | Emirati Arabi Uniti                                                      | Coppa d'Asia 2023 - Gironi                                               | -                                                                        | 90’                                                                      |
| 23-1-2024                                                                | Doha                                                                     | Hong Kong                                                                | 0 – 3                                                                    | Palestina                                                                | Coppa d'Asia 2023 - Gironi                                               | -                                                                        |                                                                          |
| 29-1-2024                                                                | Al Khor                                                                  | Qatar                                                                    | 2 – 1                                                                    | Palestina                                                                | Coppa d'Asia 2023 - Ottavi di finale                                     | -                                                                        | 75’                                                                      |
| 21-3-2024                                                                | Kuwait City                                                              | Palestina                                                                | 5 – 0                                                                    | Bangladesh                                                               | Qual. Mondiali 2026                                                      | -                                                                        |                                                                          |
| 26-3-2024                                                                | Dhaka                                                                    | Bangladesh                                                               | 0 – 1                                                                    | Palestina                                                                | Qual. Mondiali 2026                                                      | -                                                                        | 75’                                                                      |
| 6-6-2024                                                                 | Doha                                                                     | Palestina                                                                | 0 – 0                                                                    | Libano                                                                   | Qual. Mondiali 2026                                                      | -                                                                        | 32’ 81’                                                                  |
| 5-9-2024                                                                 | Seoul                                                                    | Corea del Sud                                                            | 0 – 0                                                                    | Palestina                                                                | Qual. Mondiali 2026                                                      | -                                                                        | 77’ 81’                                                                  |
| 10-9-2024                                                                | Kuala Lumpur                                                             | Palestina                                                                | 1 – 3                                                                    | Giordania                                                                | Qual. Mondiali 2026                                                      | -                                                                        |                                                                          |
| 10-10-2024                                                               | Basra                                                                    | Iraq                                                                     | 1 – 0                                                                    | Palestina                                                                | Qual. Mondiali 2026                                                      | -                                                                        |                                                                          |
| 15-10-2024                                                               | Doha                                                                     | Qatar                                                                    | 2 – 2                                                                    | Kuwait                                                                   | Qual. Mondiali 2026                                                      | -                                                                        |                                                                          |
| 14-11-2024                                                               | Mascate                                                                  | Oman                                                                     | 1 – 0                                                                    | Palestina                                                                | Qual. Mondiali 2026                                                      | -                                                                        |                                                                          |
| 19-11-2024                                                               | Amman                                                                    | Palestina                                                                | 1 – 1                                                                    | Corea del Sud                                                            | Qual. Mondiali 2026                                                      | -                                                                        | 84’                                                                      |
| Totale                                                                   |                                                                          | Presenze                                                                 | 39                                                                       |                                                                          | Reti                                                                     | 0                                                                        |                                                                          |

## Palmarès

### Club

#### Competizioni nazionali
- Prima Lega della Cisgiordania: 3

Markaz Balata: 2019-2020
Shabab Al-Khalil: 2020-2021, 2021-2022